# AbbVie
AbbVie es una empresa biotecnológica y farmacéutica estadounidense. Fue fundada en 2013 como una escisión de Abbott Laboratories y cotiza en la Bolsa de Nueva York en el índice S&P 100. 
Con sede en Lake Bluff (Illinois), la empresa opera en los ámbitos de inmunología, oncología, neurociencia y virología, entre otros. Sus ventas mundiales en 2020 fueron de 45800 millones de dólares.